# Rotterdamsche Lloyd Express
De Rotterdamsche Lloyd Express was een van de treinen die door de Compagnie Internationale des Wagons-Lits, werd ingezet om voor rederijen passagiers naar de vertrekhaven te vervoeren. De Rotterdamsche Lloyd Express verzorgde de verbinding tussen Nederland en de haven van Marseille, waar de reis per boot voortgezet werd.

## Geschiedenis
De trein is in 1936 in gebruik genomen om Nederlanders naar de haven van Marseille te vervoeren. Daar was aansluiting op een stoomboot van de Rotterdamsche Lloyd om via het Suezkanaal verder te reizen naar Batavia .

## Rollend materieel

### Rijtuigen
De trein bestond uit slaaprijtuigen, een restauratierijtuig en een bagagewagen.

## Route en Dienstregeling
| RM | land      | station   | km | MR |
| -- | --------- | --------- | -- | -- |
|    | Nederland | Rotterdam |    |    |
|    | Frankrijk | Marseille |    |    |